# Heinrich II. (Braunschweig-Wolfenbüttel)

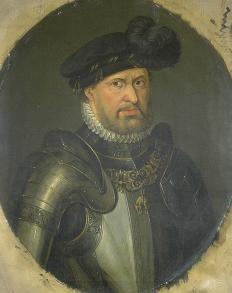
Heinrich II. von Braunschweig-Wolfenbüttel, Porträt von Heinrich Neumann, 1823

Heinrich II. (der Jüngere) (* 10. November 1489 in Wolfenbüttel; † 11. Juni 1568 ebenda) war Herzog zu Braunschweig-Lüneburg, Fürst von Braunschweig-Wolfenbüttel, regierte von 1514 bis zu seinem Tode 1568 und gilt als der letzte katholische Fürst im niedersächsischen Raum. Wegen seiner langjährigen Affäre mit der Hofdame Eva von Trott, aus der zehn Kinder hervorgingen, wurde er von seinen lutherischen Gegnern angegriffen (Wider Hans Worst) und im Volksmund auch spöttisch der „wilde Heinz von Wolfenbüttel“ genannt.

## Leben
Heinrich war ein Sohn des Herzogs Heinrich I. von Braunschweig-Wolfenbüttel (1463–1514) aus dessen Ehe mit Katharina (1465–1526), Tochter des Herzogs Erich II. von Pommern.
Heinrich konnte das Territorium des Herzogtums in der Hildesheimer Stiftsfehde von 1519 bis 1523 vergrößern. Allerdings wurde er schon zu Beginn der Fehde am 28. Juni 1519 in der Schlacht bei Soltau vernichtend geschlagen. Nur durch das Eingreifen des neugewählten Kaisers Karl V. verwandelte sich die Niederlage auf dem Schlachtfeld doch noch in einen Sieg. Als Wiedergutmachung dafür nahm er an der Niederwerfung des Bauernaufstands 1524/25 teil und wurde auch sonst ein treuer Parteigänger des Kaisers.
1528 warb er den erfahrenen Heerführer Asche von Cramm für eine Expedition über die Alpen nach Italien an, um dort mit ihm gemeinsam die deutschen Truppen zur Hilfe Kaiser Karls V. anzuführen. Der Feldzug verlief zunächst erfolgreich, Bergamo war belagert und Lodi erobert, da brach im Lager der Deutschen die Pest aus. Aus diesem Grund und weil der Kaiser das versprochene Gold nicht zahlte, brach der Herzog den Feldzug ab. Sein Feldherr Asche starb in der Schweiz an den Folgen der Pest. Er selbst floh als Knecht verkleidet zurück nach Deutschland.
1531 trat die Hauptstadt seines Fürstentums Braunschweig, die schon 1528 evangelische Prediger berufen hatte, dem protestantischen Schmalkaldischen Bund bei. Die Einwohner der Stadt versuchten auf diese Art, neben dem Konfessionswechsel, ihren katholischen Landesherren loszuwerden oder doch zumindest eine weitestgehende städtische Autonomie zu erkämpfen.
Hohe Wellen schlug in dieser Zeit auch die Hinrichtung des freiheitlich-demokratisch gesinnten protestantischen Bürgermeisters der Stadt Lübeck Jürgen Wullenwever 1537 am Lechlumer Streitholz vor Wolfenbüttel.
Als sich 1538 die katholischen Stände zur Liga zusammenschlossen, trat Heinrich, der ein frommer Katholik war, sofort bei und wurde einer der beiden Bundeshauptleute der Liga. Die Liga, ursprünglich als politisch-militärisches Gegengewicht zum Schmalkaldischen Bund gegründet, blieb weitestgehend bedeutungslos und erfüllte die Erwartungen nicht, die Heinrich in sie setzte.
Truppen des Schmalkaldischen Bundes eroberten mit Unterstützung der Stadt Braunschweig und der Freien Reichsstadt Goslar 1542 das Fürstentum. Es wurde besetzt und die Reformation eingeführt. Heinrich geriet nach einem Rückeroberungsversuch am 21. Oktober 1545 mit seinem ältesten Sohn beim Kloster Höckelheim in Gefangenschaft des hessischen Landgrafen Philipp I. und wurde für mehrere Jahre auf der Festung Ziegenhain in Hessen eingekerkert.
Die Führer des Schmalkaldischen Bundes propagierten mit ihren in Goslar geprägten Schmalkaldischen Bundestalern den Sieg des Bundes über den Herzog von Braunschweig. Auch der als Triumphtaler bezeichneter Taler der Stadt Braunschweig ist eine als Propagandamittel geprägte Gedenkmünzen auf den erfolgreichen Widerstand des Bunds gegen den Herzog. Mit der Umschrift VERBVM – DO(mini) MA(net) IN AE(ternum) – AE als Ligatur (Das Wort des Herrn bleibt in Ewigkeit.) wird der Wahlspruch des Bunds auf diesem Taler verkündet.
Erst ein Sieg Karls V. über den Schmalkaldischen Bund in der Schlacht bei Mühlberg ermöglichte 1547 seine Rückkehr. Die Freilassung seines alten Verbündeten Heinrich war eine Vorbedingung des Kaisers für Friedensverhandlungen. Am 15. Juli 1547 wurde er auf freien Fuß gesetzt und übernahm wieder die Regierungsgewalt. Obwohl er Landgraf Philipp zugesagt hatte, keinen Untertanen aus Gründen der Religion unter Druck zu setzen, ergriff Heinrich sofort kirchenpolitische Maßnahmen. Er verbot den Laienkelch und befahl die Spendung der Sakramente nach katholischem Ritus. Die vom Herzog eingeleitete Rekatholisierung wurde nur von der Stadt Braunschweig erfolgreich bekämpft. Die an das Herzogtum angrenzende Freie Reichsstadt Goslar wurde nach langem Streit 1552 (Riechenberger Vertrag) gezwungen, die ertragreichen Erzbergwerke am Rammelsberg dem Herzog zu überlassen.
Seinen letzten großen militärischen Erfolg feierte er im Jahre 1553 in der Schlacht bei Sievershausen. In dieser für ihn siegreichen, aber blutigen Schlacht gegen Albrecht II. Alcibiades fielen – neben zahlreichen anderen Adligen – auch seine beiden älteren Söhne Karl Viktor und Philipp Magnus. Dadurch wurde sein drittgeborener, von Jugend an körperlich leicht behinderter Sohn Julius erbberechtigt. Julius wurde charakterlich und körperlich für nicht besonders regierungsfähig gehalten (auch weil er unverhohlen mit dem Protestantismus sympathisierte). Um dem Zwist mit dem Vater aus dem Wege zu gehen, ließ er sich auf Schloss Hessen nieder, wo er sich auf seinen Regierungsantritt vorbereitete.

## Reformen

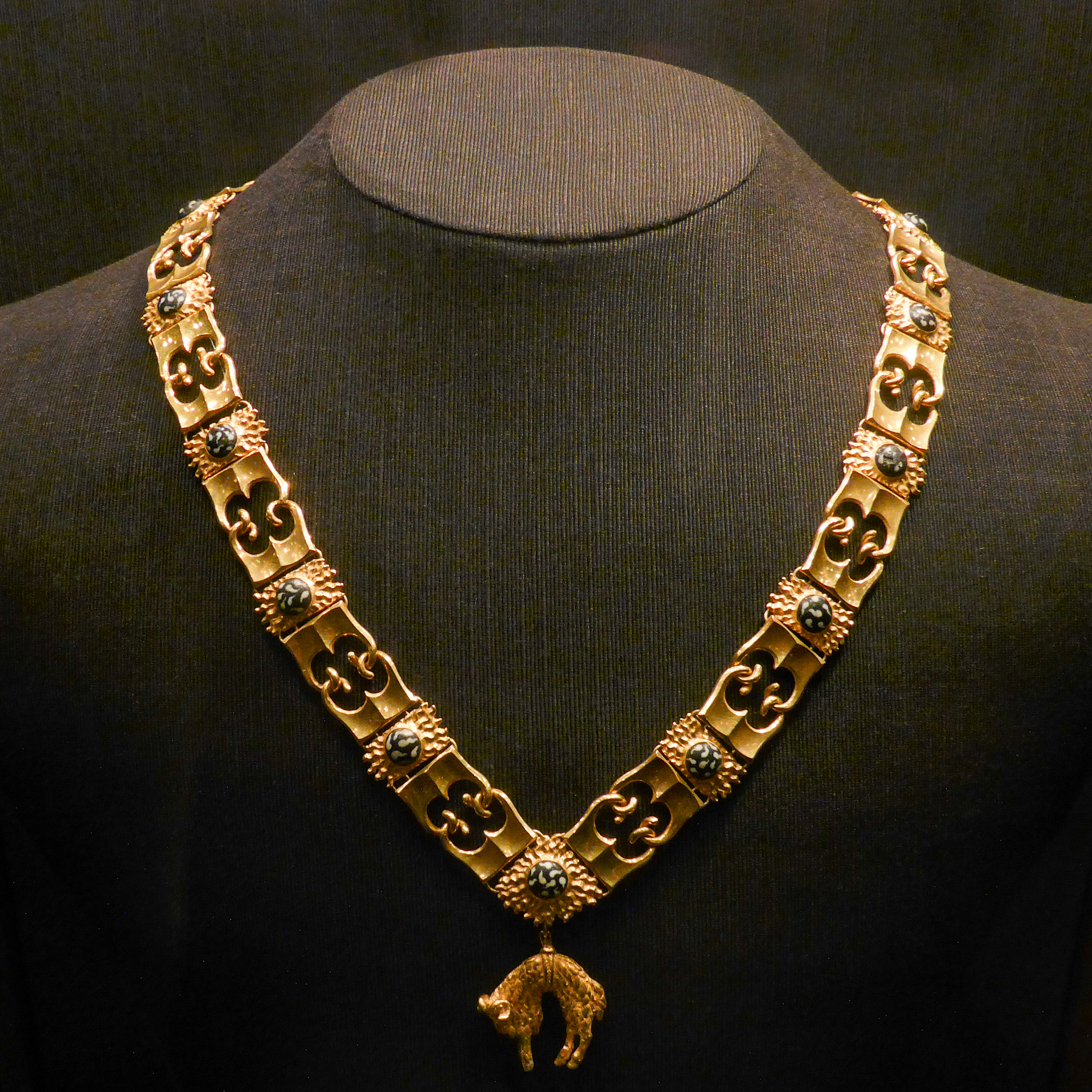
Collane eines Ritters des Ordens vom Goldenen Vlies, wie sie auch Heinrich verliehen bekam

Herzog Heinrich II. galt als sehr organisierter Fürst, der viele Reformen einführte, wie z. B. die Kanzleiordnung und das Hofgericht. Seine größte Leistung war aber wohl die Einführung, Durchführung und kaiserliche Bestätigung der (bereits von seinem Vater gewünschten) Primogenitur in Braunschweig-Wolfenbüttel. Damit setzte er sich gegen seinen Bruder Wilhelm durch, der eine Teilung des Fürstentums zu seinen Gunsten anstrebte, was durch die Primogenitur untersagt wurde.
Der Braunschweiger blieb sein ganzes Leben dem Kaiser treu zu Diensten und wurde deshalb in den Orden vom Goldenen Vlies aufgenommen. Solange sein Bruder sich der Primogenitur verweigerte, hielt Heinrich II. ihn zwölf Jahre lang unter Arrest. Das Pactum Henrico-Wilhelminum vom 16. November 1535 besiegelte das Ende des Streits und wurde von Kaiser Karl V. am 12. Januar 1539 bestätigt.
Heinrich machte sich auch um das Unterharzer Hüttenwesen verdient. Unter anderem gründete er die Frau-Sophien-Hütte in Langelsheim und die Frau-Marien-Hütte in Oker.

## Kirchenpolitik
Heinrich hielt unbeirrt am Katholizismus fest, auch als alle anderen Welfenherrscher und die Städte Braunschweig und Goslar bereits die Reformation eingeführt hatten.
Heinrich blieb zwar katholisch, betrieb aber in seinem Herzogtum eine energische, an den politischen Erfordernissen orientierte Kirchenpolitik. Er zog Kirchengüter ein, höhlte die Diözesanverfassung im Bistum Hildesheim aus, beseitigte diese in Halberstadt und führte Visitationen durch.

## Schloss Wolfenbüttel

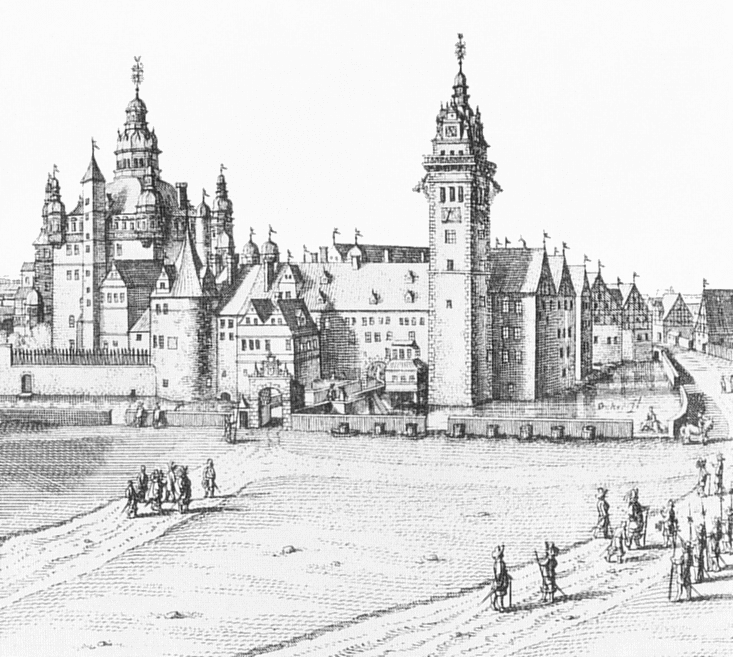
Das Schloss Wolfenbüttel auf einem Kupferstich von 1654

Heinrich baute die alte Wasserburg Wolfenbüttel zum Schloss Wolfenbüttel als modernem Renaissance-Bau um. Die militärische Funktion übernahmen frühneuzeitliche Festungswerke, die um den Schlossbezirk herum errichtet wurden und den Kern der später bedeutenden Festung Wolfenbüttel bildeten. Innerhalb der Festung – auf dem heute freien Schlossplatz – bestand eine enge Bebauung. Weitere Häuser von Beamten und Handwerkern wurden auf dem Gebiet östlich der Festung errichtet. Die Vorstadt erhielt den Namen Zu unserer lieben Frauen, nach der dort bestehenden Marienkapelle.
Sein Sohn Julius gab später der von ihm ausgebauten Siedlung Zu unserer lieben Frauen vor den Toren seines Residenzschlosses Wolfenbüttel den Namen Heinrichstadt. Heute (nachdem der Name des Schlosses auf die ganze Stadt übergegangen ist) ist die Heinrichstadt der Kern der Wolfenbütteler Altstadt.
Nach den beiden 1553 in der Schlacht bei Sievershausen gefallenen Prinzen wurden zwei mächtige Festungswerke Wolfenbüttels benannt, die Karlsbastion und der Philippsberg.

## Nachkommen

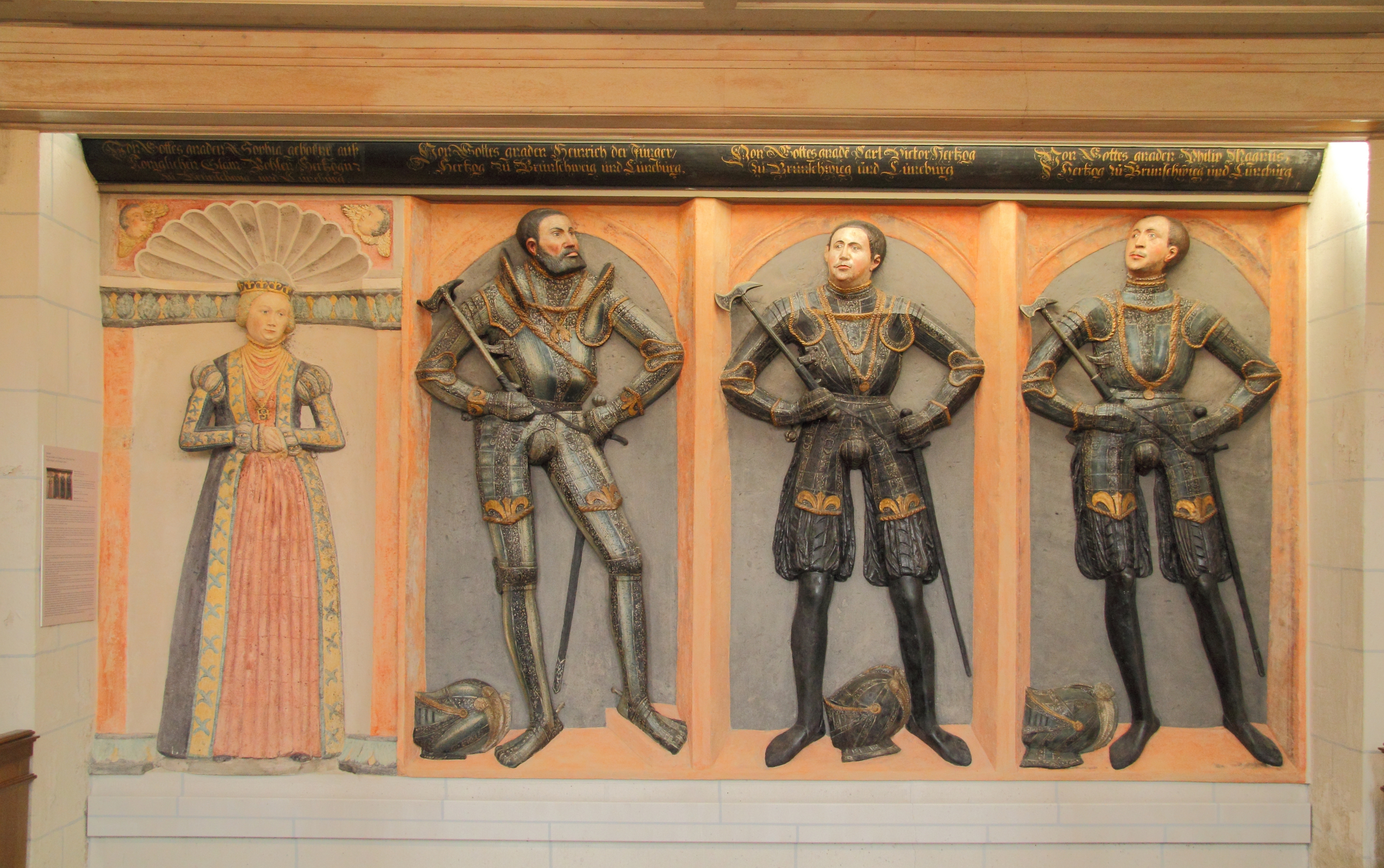
Grabstein Sophia, Heinrich II., Karl Victor und Philipp Magnus in der Wolfenbütteler Marienkirche

Heinrich II. heiratete 1515 in erster Ehe Maria (1496–1541), Tochter des Grafen Heinrichs von Württemberg, mit der er folgende Kinder hatte:
- Margarete (1516–1580)

⚭ 1561 Herzog Johann von Münsterberg-Oels (1509–1565)
- Andreas (* 1517, † jung)
- Katharina (1518–1574)

⚭ 1537 Markgraf Johann von Brandenburg-Küstrin (1513–1571)
- Marie (1521–1539), Äbtissin von Gandersheim
- Karl Viktor (1525–1553), gefallen in der Schlacht bei Sievershausen
- Philipp Magnus (1527–1553), gefallen in der Schlacht bei Sievershausen
- Julius (1528–1589), Herzog von Braunschweig-Wolfenbüttel

⚭ 1560 Prinzessin Hedwig von Brandenburg (1540–1602)
- Heinrich († jung)
- Johann († jung)
- Joachim († jung)
- Clara (1532–1595), Äbtissin von Gandersheim 1539–1547

⚭ 1560 Herzog Philipp II. von Braunschweig-Grubenhagen (1533–1596)
Nach dem Tod seiner ersten Gattin heiratete Heinrich II. Sophia von Polen (1522–1575), eine Tochter von König Sigismund I. von Polen. Die künftigen Kinder aus der zweiten Ehe bestimmte er zu seinen Erben, während der von ihm für ungeeignet gehaltene Sohn Julius aus erster Ehe mit einer Leibrente abgefunden werden sollte. Allerdings blieb die zweite Ehe Heinrichs kinderlos.

## Außereheliches Verhältnis
Heinrich II. unterhielt ein mehrjähriges Verhältnis mit der Hofdame seiner Ehefrau, Eva von Trott, deren krankheitsbedingter Tod in Gandersheim nach ihrer Entlassung vorgetäuscht wurde. Er quartierte die angeblich Verstorbene zwischen 1532 und 1541 heimlich auf der Burg Stauffenburg im abgelegenen Gittelde in Harznähe ein. Nach unbemerkten Treffen brachte von Trott – nach bereits drei vorausgegangenen Geburten – weitere sieben Kinder zur Welt, deren Vaterschaft Heinrich II. zugeschrieben wurde. Auf dem Reichstag zu Regensburg 1542 wurde diese Beziehung von Heinrichs Gegnern an die Öffentlichkeit getragen. Zeitweilig wurde er deswegen auch als „wilder Heinz von Wolfenbüttel“ verspottet.
Dieses Verhältnis erwähnt Martin Luther in seiner Flugschrift Wider Hans Worst von 1541.
Ausgestattet mit dem Besitz des Ritterguts Kirchberg bei Seesen, erhielten diese „natürlichen“ Kinder 1548 durch kaiserlichen Adelsbrief mit dem Namen „von Kirchberg“ den Reichsadelsstand.
Nachdem Heinrichs II. ältere Söhne aus erster Ehe, Karl Viktor und Philipp Magnus, beide 1553 gefallen waren, wurde sein Sohn Julius der eigentlich vorbestimmte Nachfolger in der Regierung. Diesen hielt der Vater jedoch für nicht geeignet, und er hoffte auf einen Stammhalter aus seiner zweiten Ehe mit der polnischen Prinzessin. Als diese Ehe jedoch kinderlos blieb, trug Heinrich II. sich mit dem Gedanken, seinen unehelichen Sohn Eitel Heinrich von Kirchberg nach vorangegangener Legitimation seitens des Papstes zu seinem Nachfolger zu bestimmen. Doch lehnte Eitel Heinrich die ihm von seinem Vater angebotene Nachfolge in der Fürstenwürde ab. So blieb Julius der Erbprinz, und als jener die Nachfolge nach dem Tod des Vaters angetreten hatte, rechnete er seinem Halbbruder Eitel Heinrich seinen vorangegangenen freiwilligen Verzicht hoch an. 1584 befehligte Eitel Heinrich ein Söldnerheer in der Schlacht an der Agger.